# مقاطعة يوما (كولورادو)
مقاطعة يوما (بالإنجليزية: Yuma County)‏ هي إحدى مقاطعات ولاية كولورادو في الولايات المتحدة الأمريكية.تعد قرية يوما في المرتبة الرابعة عشرة من حيث السكان من بين القرى الأربعة والستون في ولاية كولورادو في الولايات المتحدة. تبين الإحصاءت أن عدد سكان القرية هو 9841 نسمة عام 2000.

## الجغرافيا

### القرى المجاورة
- قرية فيليبس, كولورادو (الشمال).
- قرية شايس, نبراسكا (الشمال الشرقي).
- قرية شاين, كنساس (الشرق).
- قرية دوندي, نبراسكا (الشرق).
- قرية كيت كارسون, كولورادو (الجنوب).
- قرية واشنطن, كولورادو (الغرب).
- قرية لوغان, كولورادو (الشمال الغربي).

## البلدات والمدن
- إكلي.
- هايل.
- إيداليا.
- جاوز.
- راي.
- يوما.

## منتزه الولاية
- منتزه ولاية بوني لايك.